# DLNA
DLNA este acronimul pentru Digital Living Network Alliance, care este o alianță de peste 250 de companii, producătoare de dispozitive electronice, periferice de calculator, calculatoare personale, telefoane mobile și operatori de servicii și de conținut.
DLNA definește un standard de interoperabilitate permițând lectura, partajarea și controlul dispozitivelor multimedia, indiferent de marca lor sau de natura lor.
Samsung a supranumit acest sistem All Share (partajare totală).
Primul brevet, care se referă la un televizor conectat la o rețea datează din 1994.
Acesta a fost extins în anul următor în Europa și Statele Unite.

## Standarde și dispozitive tehnice
Deși cazurile de utilizare cele mai comune de DLNA (2011) sunt similare celor client/server, norma face din toți "actori", dintre care unii pot fi în același echipament de rețea: server, player, render și controller. Iată explicația acestei terminologii:
- Digital Media Server (DMS) : Aceste dispozitive oferă conținut digital și lista lor de playere (DMP) și rendere (DMR) (de exemplu: un PC, un NAS; a se vedea mai jos)

- Digital Media Player (DMP) : Aceste dispozitive pot găsi conținut digital în rețea (din serverele DMS), le pot lista și juca (de exemplu: televiziune compatibilă cu DLNA, sistem Home Cinema sau console de jocuri)

- Digital Media Renderer (DMR) : Aceste dispozitive pot decoda și pot să joace conținutul digital trimis de controlere (DMC) (de exemplu: televiziune compatibilă cu DLNA, boxă controlabilă de la distanță (remote speaker)).

- Digital Media Controller (DMC) : Aceste dispozitive vă permit să parcurgeți conținutul furnizat de servere (DMS) și să le redea cu rendere (de exemplu : aplicația mobilă de telecomandă a smartphone-ului).

- Mass-Media digitale Printer (DMPr) : Aceste dispozitive, de obicei, permite playerelor (DMP) și controllerelor (DMC), să printeze conținuturi (de exemplu : imprimanta de rețea).

Exemplul cel mai simplu de utilizare implică două dispozitive :
- Serverul, instalat pe un calculator sau pe un NAS,
- Lectorul, instalat pe un dispozitiv compatibil, tip televizor compatibil DLNA  sau lector Bluray.

Un alt exemplu de utilizare implică trei facilități :
- Server instalat pe un calculator, un telefon mobil sau o carcasă stand-alone hard disk, cum ar fi o boxă Internet,
- Renderer pe un televizor conectat la rețeaua locală, conectat cu un fir sau fără fir la boxe,
- Controller instalat ca o aplicație pe un telefon mobil sau o tableta care accesează rețeaua celor două anterioare.

### Protocoalele folosite
DLNA este bazat pe mai multe standarde, cum ar fi Wi-fi, Ethernet și MoCA pentru stratul fizic, UPnP Device Architecture pentru descoperire și control, UPnP AV pentru gestionarea mass-mediei, IP pentru nivelul rețea, HTTP pentru nivelul aplicație, XML pentru formatul de date (limbaj) și folosește o gamă extinsă de formate standard pentru audio, video și imagini statice, și în cele din urmă DTCP-IP pentru protecția mass-mediei în timpul transportului.

## Companii și produse
AwoX, Broadcom, Intel, Microsoft, Nokia, Samsung, Sony, și Technicolor formează consiliul de administrație al DLNA, cu alți 250 de membri. DLNA certifică PC-uri, smartphone-uri, tablete, televizoare, începând cu anul 2005. Mai mult de 19.000 modele de bază au fost certificate, adică aproape un miliard de dispozitive vândute în lume.
DLNA este folosită mai ales de consolele Xbox360/XboxOne și PlayStation 3, de cele mai multe televizoare Philips, Sony, Samsung, LG, Panasonic și Sharp, pentru a se conecta la serverele multimedia de pe rețeaua locală, cum ar fi Pc-uri Acer, LG, Nec, Sony, hard disk-uri Buffalo, Promit, Seagate, Synology, sau telefoane LG, Nokia, Samsung și Sony Ericsson.
Sunetul de înaltă fidelitate devine, de asemenea, compatibil DLNA. Mulți producători au lansat începând cu 2012, boxe HIFI citesc direct streamul audio DLNA, Airplay și webradio, cum ar fi Bang și Olufsen, Bose, Cabasse, etc

## Versiuni
Versiunea 1,5 datează din 2006.

## Link-uri
- DLNA, rețea multimedia de casă
- en  Digital Living Network Alliance
- en  Coerența Arhivat în 18 ianuarie 2009, la Wayback Machine. cadru python UPnP/DLNA cu un media server gratuit. Disponibil pentru BSD/Linux
- en  Pagina de Sony pe DLNA Arhivat în 5 iunie 2012, la Wayback Machine., care prezintă unele elemente tehnice, în special bateria de protocoale
- Pentru a configura autorizare, și de streaming de conținut DLNA pentru Windows, tutorial Windows pentru a permite streaming de conținut media DLNA

1. ↑  Espacenet - Original document, worldwide.espacenet.com[nefuncțională – arhivă]
2. ↑  Espacenet - Bibliographic data, worldwide.espacenet.com[nefuncțională – arhivă]
3. ↑  Le Conseil d'Administration de DLNA
4. ↑  „Avec sa nouvelle mise-à-jour, la Xbox One devient un vrai lecteur multimédia”.